# 美罗城
美罗城（英語：MetroCity）是一个位于上海徐家汇的商业建筑，其由美罗城商厦与美罗大厦组成。两者占地总面积2.15公顷，建筑面积11万平方米，其中美罗城6.7万平方米，美罗大厦4.3万平方米。建筑在1994年开工建造，由上海徐家汇商城（集团）股份有限公司和新加坡美罗控股公司合资建造，并委托新加坡BJ建筑设计事务所与上海华东建筑设计研究院共同设计。美罗城以巨型玻璃球体为独特标志，从玻璃体内的电梯里可眺望徐家汇景色。美罗城的营业时间为周一至周日的早上10点至晚上10点。

## 历史
1994年动工，1997年建成竣工，1998年5月正式开业。美罗城共分楼上八层与地下一层。商场的租户以餐饮、数码、时尚用品为主。地下一层称作五番街，商家有包括汉堡王与卡乐星等餐饮店，也有无印良品等服饰店。一层称作深林里，商家包括屈臣氏必胜客等餐饮店，也有施华洛世奇等时尚用品店。一层、二层皆以时尚用品及餐饮为主，如肯德基与星巴克。二层于2015年10月1日起开始转型调整，更名为东来坊，以潮流眼镜、生活用品等布局。
三层称作罗薇道，商家有包括尼康与雅马哈等数码产品店，舒适堡等健身美容店，及小都城等餐饮店
。
四层是在2013年12月20日开幕的欧风街。五层新光大道设有一家电影院-SFC上影影城以及一家书店-大众书局。六层有餐饮店大食代，七层则为KTV好乐迪。八层设有两家餐厅。

## 交通
- █ 1号线、 █ 9号线、 █ 11号线，徐家汇站9号、10号出口
- 公共汽车：43、44、50、93、864、920路